# Керівник Офісу Президента України
Керівник Офісу Президента України забезпечує діяльність Президента України. Відповідно до Закону України «Про державну службу» керівник Офісу Президента України не є державним службовцем і підпорядковується безпосередньо Президентові України.

## Правовий статус
Повноваження Керівника Офісу Президента України визначені Положенням «Про Офіс Президента України», затвердженого Указом Президента від 25 червня 2019 року.
1. здійснює загальне керівництво Офісом, спрямовує його діяльність на ефективне забезпечення здійснення Президентом України визначених Конституцією України повноважень, представляє Офіс у відносинах з іншими органами, підприємствами, установами та організаціями;
2. подає на підпис Президентові проекти указів, розпоряджень Президента, закони, що надійшли на підпис, проекти пропозицій Президента до законів для застосування щодо них права вето, конституційних подань, звернень Президента до Конституційного Суду, листів та інших документів, підписує додатки до актів Президента;
3. вносить Президентові пропозиції щодо призначення на посади, звільнення з посад Першого заступника, заступників Керівника Офісу Президента України, Керівника Апарату Офісу Президента, Прес-секретаря Президента, представників Президента, уповноважених Президента;
4. координує діяльність Першого заступника та заступників Керівника Офісу Президента, Керівника Апарату Офісу Президента, Прес-секретаря Президента України, представників Президента України, уповноважених Президента, забезпечує координацію роботи структурних підрозділів Офісу;
5. забезпечує координацію роботи консультативних, дорадчих та інших утворених Президентом допоміжних органів і служб, їх взаємодію зі структурними підрозділами Офісу;
6. організовує контроль за виконанням указів, розпоряджень Президента;
7. визначає порядок відвідування громадянами та охорони адміністративних будинків і службових приміщень Офісу;
8. реалізовує в межах повноважень, визначених законодавством, державну політику у сфері охорони державної таємниці;
9. здійснює інші повноваження відповідно до законодавства.

Кабінет Керівника Офісу Президента України є самостійним структурним підрозділом Офісу.
Керівник ОПУ, його заступники призначаються на посади на строк повноважень Президента України і звільняються з посад Президентом України.
Керівник ОПУ в межах своєї компетенції видає розпорядження. Він несе персональну відповідальність за виконання покладених на Офіс завдань.

## Фактичний статус
На думку політолога Олександра Радчука, «вплив голови АП на політичні процеси в державі очевидно не обмежується лише формальними приписами та посадовими інструкціями. Фактично, він виконує всю роботу з організації діяльності Глави держави, яка згодом формує імідж Президента та його вплив у суспільстві. Очільник АП визначає кадрову політику Президента, може сприяти кар'єрі того чи іншого чиновника, наблизивши його до першої особи держави. Згідно з українськими політичними традиціями, очільник АП має вплив і на судову гілку влади, і забезпечує ефективність комунікації з парламентом».
Особливо роль очільника президентської канцелярії посилилася за часів президенства Володимира Зеленського. Провідні українські ЗМІ відзначають, що в реальності Андрій Єрмак має великий вплив на процеси управління державою. Він, зокрема, проводить переговори з Росією щодо майбутнього окупованих територій і має вплив на кадрову політику (Радіо Свобода). Єрмак фактично став «другою людиною в державі» (ЛІГА.net). Він також «узявся за сферу реальної дипломатії і за кілька місяців став навіть не тіньовим міністром закордонних справ, а по суті бачить себе віцепрезидентом України» (Українська правда).
У листі конгресменам США, розісланому в травні 2021 року, Андрій Єрмак позиціонується як «друга найбільш впливова особа в Україні після Президента».